# 존 시겐설러
존 로런스 시겐설러(영어: John Lawrence Seigenthaler, 1927년 7월 27일 - 2014년 7월 11일)는 미국의 언론인, 작가이다.
그는 1949년 더 테네시언 (The Tennessean)이라는 신문사에 입사했으며, 1962년에 편집자를, 1973년에 발행인을 맡았다. 이후 1982년에 신문사 사장에 취임했으며, 1991년에 신문사 퇴직과 동시에 명예 회장을 맡았다.
또한 그는 1982년부터 1991년까지 USA 투데이의 편집 책임자와 미국 신문 편집자 협회 이사장을 지냈으며, 1988년부터 1989년까지 미국 신문 편집자 협회 회장을 지내기도 했다.

## 위키백과와 관련된 논란
2005년 5월 영어 위키백과에 시겐설러가 존 F. 케네디 대통령과 로버트 F. 케네디 법무 장관의 암살에 개입했다는 내용의 거짓 전기가 올라왔다.
그로부터 4개월이 지난 2005년 9월 시겐설러의 친구가 그에 대한 잘못된 정보가 쓰여져 있는 것을 발견했으며, 이후 시겐설러는 자신의 친구와 동료에게 메일을 보냈다.
2005년 10월 시겐설러는 위키백과의 창립자인 지미 웨일스에게 잘못된 정보가 쓰여져 있는 문서를 수정해 줄 것을 요청했으며, 이에 따라 잘못된 정보가 쓰여져 있던 판이 삭제되었다.
2005년 11월 29일 시겐설러는 USA 투데이에 기고한 논설에서 위키백과를 "결함을 가진 무책임한 연구 목적의 도구"라고 비판했다.